# Tacx Pro Classic 2018
La Tacx Pro Classic 2018, decima edizione della corsa, valida come evento dell'UCI Europe Tour 2018 categoria 1.1, si svolse il 13 ottobre 2018 su un percorso di 208 km, con partenza da Middelburg ed arrivo a Neeltje Jans, nei Paesi Bassi. Fu vinta dall'olandese Peter Schulting, che giunse al traguardo in 3h 44' 14" alla media di 45,97 km/h.
Dei 115 ciclisti alla partenza furono in 52 a completare la gara.

## Squadre partecipanti
| N.    | Cod. | Squadra                     |
| ----- | ---- | --------------------------- |
| 1-7   | TLJ  | Team Lotto NL-Jumbo         |
| 11-15 | EFD  | EF Education First          |
| 21-27 | LTS  | Lotto Soudal                |
| 31-37 | COF  | Cofidis                     |
| 41-47 | DSU  | Development Team Sunweb     |
| 51-57 | RNL  | Roompot-Nederlandse Loterij |
| 62-67 | TDE  | Direct Énergie              |
| 71-77 | SVB  | Sport Vlaanderen-Baloise    |
| 81-87 | WGG  | Wanty-Groupe Gobert         |
| 91-97 | VWC  | Veranda's Willems-Crelan    |

| N.      | Cod. | Squadra                      |
| ------- | ---- | ---------------------------- |
| 101-107 | CIB  | Cibel-Cebon                  |
| 111-117 | ALE  | Alecto Cycling Team          |
| 121-127 | BEA  | Beat Cycling Club            |
| 131-135 | DES  | Destil-Parkhotel Valkenburg  |
| 141-147 | DCR  | Delta Cycling Rotterdam      |
| 151-157 | MCT  | Monkey Town Continental Team |
| 161-167 | MET  | Metec-TKH p/b Mantel         |
| 171-177 | SEG  | SEG Racing Academy           |
| 181-187 | VLA  | Vlasman Cycling Team         |

## Ordine d'arrivo (Top 10)
| Pos. | Corridore           | Squadra      | Tempo    |
| ---- | ------------------- | ------------ | -------- |
| 1    | Peter Schulting     | Monkey       | 4h31'30" |
| 2    | Dries De Bondt      | Veranda's    | s.t.     |
| 3    | Jérôme Baugnies     | Wanty        | s.t.     |
| 4    | Jelle Wallays       | Lotto-Soudal | s.t.     |
| 5    | Dimitri Claeys      | Cofidis      | a 15"    |
| 6    | Jens Debusschere    | Lotto-Soudal | s.t.     |
| 7    | Mathias De Witte    | Veranda's    | a 25"    |
| 8    | Sebastian Langeveld | EF Education | s.t.     |
| 9    | Tom Devriendt       | Wanty        | s.t.     |
| 10   | Marc Hirschi        | Dev. Sunweb  | a 28"    |